# Diviziunea de recensământ 2, Alberta
Diviziunea de recensământ  2 din provincia canadiană Alberta cuprinde:
- Cities (orașe)
  - Lethbridge
  - Brooks

- Towns (Localități urbane)
  - Bassano
  - Coaldale
  - Coalhurst
  - Milk River
  - Picture Butte
  - Raymond
  - Taber
  - Vauxhall

- Villages (Sate)
  - Barnwell
  - Barons
  - Coutts
  - Duchess
  - Nobleford
  - Rosemary
  - Stirling
  - Tilley
  - Warner

- Municipal districts (Districte municipale)
  - Lethbridge, County of
  - Newell, County of
  - Taber, M.D. of
  - Warner No. 5, County of